# Rieko Kodama
Rieko Kodama (jap. 小玉 理恵子, Kodama Rieko; * Mai 1963 in Yokosuka, Japan; † 9. Mai 2022) war eine japanische Videospielkünstlerin, Regisseurin und Produzentin, die bei Sega beschäftigt war. Sie wird oft als eine der ersten erfolgreichen Entwicklerinnen von Videospielen angesehen.

## Leben und Werk
Kodama begann Kunst und Archäologie zu studieren, entschied sich dann für Kunstdesign an einer Fachschule für Werbedesign. 1984 wurde sie als Designerin bei Sega eingestellt und entwarf eine Vielzahl verschiedener Spiele. Sie nannte sich nach einem Manga-Charakter „Phoenix Rie“ oder „Phenix Rie“, da Sega den Entwicklern nicht erlaubte, den eigenen Namen zu benutzen. Ihre ersten Designs waren die Charaktere für das Arcade-Spiel Champion Boxing. Aufgrund der kurzen Entwicklungszeiten und der geringen Anzahl an Designern bei Sega arbeitete sie zeitweise an fünf bis sechs Spielen gleichzeitig.
Sie arbeitete dann mit dem Master-System für Heimkonsolen und ihr erster Titel im Jahr 1986 stellte Alex Kidd und die Welt von Radactian dar. Ein Jahr später entstand mit Black Onyx das Erste in Japan hergestellte Computer-Rollenspiel und wurde von Bullet Proof Software für die Computer PC8801 und PC9801 veröffentlicht, womit eine neue Ära der Spiele in Japan begann. Phantasy Star war dann das Spiel, das Rieko Kodama zur Legende machte. Ihre Entwürfe waren ihrer Zeit voraus und das Spiel war eines der ersten mit weiblicher Hauptrolle. Nachdem Kodama am japanischen exklusiven Sorcerian für den Mega Drive und der Heimversion von Shadow Dancer mitgearbeitet hatte, arbeitete sie mit Yuji Naka zusammen. Sie wechselte auf die 16-Bit-Mega-Drive-Plattform (in Nordamerika als Sega Genesis bekannt) und steuerte für Genre-definierende Titel wie Altered Beast, Alex Kidd in the Enchanted Castle und Sonic the Hedgehog bei. Sie arbeitete mit anderen Pionieren der Spieleentwicklung zusammen, wie Yuji Naka, dem Erfinder von Sonic the Hedgehog, und Yu Suzuki, dem ehemaligen Chef von AM2, dem Team hinter Virtua Fighter. Man konnte sie zum letzten Mal als Produzentin der überarbeiteten Wiederveröffentlichung von Phantasy Star 2, Phantasy Star-Generation 2 sehen. Diese Wiederveröffentlichung erschien allerdings nur in Japan auf der Playstation 2. 
Kodama führte ihre Arbeiten bei SEGA bis in die 1990er und 2000er Jahre fort mit Regiearbeiten an Magic Knight Rayearth bei Sega Saturn und einer Produzentenrolle bei Deep Fear und Sega Dreamcasts Skies of Arcadia sowie der anschließenden Veröffentlichung von Nintendo GameCube, Skies of Arcadia Legends. Sie produzierte die SEGA-AGES-Serie klassischer Spiele-Ports auf der Nintendo Switch, eine Serie, die sie selbst in ihrer Pionierrolle als Spieleentwicklerin in den 1980er-Jahren mitgestaltet hat. Rieko Kodama arbeitete auch als Herausgeberin eines japanischen Sega-Newsletters, Sega Players Enjoy Club.

## Spiele (Auswahl)
- 1984: Champion Boxing – Künstler (Arcade)
- 1984: Ninja Princess – Künstler (Arcade)
- 1986: Alex Kidd in Miracle World – Künstler (Master System)
- 1987: The Black Onyx – Künstler (SG-1000)
- 1987: Quartet – Künstler (Master System)
- 1987: Fantasy Zone II – (Master System)
- 1987: Phantasy Star – Gesamtdesign (Master System)
- 1988: Miracle Warriors – Künstler (Master System)
- 1989: Altered Beast – Designer (Mega Drive)
- 1989: Alex Kidd in The Enchanted Castle (Mega drive)
- 1989: Phantasy Star II – Designer (Mega Drive)
- 1990: Sorcerian – Graphik (Mega Drive)
- 1990: Shadow Dancer – Graphikdesign (Mega Drive)
- 1991: Sonic The Hedgehog – Design (Mega Drive)
- 1992: Sonic The Hedgehog 2 – Künstler (Mega Drive)
- 1993: Phantasy Star IV – Direktor, Battle BG Design, Field Graphic Design, Object Design, Visual Event Graphic (Mega Drive)
- 1998: Magic Knight Rayearth – Direktor (Saturn)
- 1998: Deep Fear – Produzentin (Saturn, 1998)
- 2000: Skies of Arcadia – Produzentin (Dreamcast)
- 2002: Phantasy Star Collection – Supervisor (GBA)
- 2009: Sebunsu doragon – Produzentin (Video Game)
- 2012: Phantasy Star Online 2 – Writer (Video Game)
- 2019: Sega Ages Virtua Racing – Produzentin (Nintendo Switch)
- 2019: Sega Ages Wonder Boy: Monster Land – Producer (Nintendo Switch)

## Auszeichnungen
- 2019: GDCA 2018 Pioneer Award für die Bereiche Kunst, Regie und Produktion von Videospielen